# Kuhberg (Kronach)
Kuhberg ist ein Gemeindeteil der Kreisstadt Kronach im Landkreis Kronach (Oberfranken, Bayern).

## Geographie
Die Einöde liegt in einer Waldlichtung beim Neuseser Berg (471 m ü. NHN). Beim Ort entspringt ein rechter Zufluss der Rodach. Ein Anliegerweg führt nach Ziegelerden (0,9 km nordöstlich).

## Geschichte
Gegen Ende des 18. Jahrhunderts bestand Kuhberg aus 2 Anwesen (1 Fronsölde, 1 Gütlein). Das Hochgericht übte das Rittergut Küps-Theisenort im begrenzten Umfang aus. Es hatte ggf. an das bambergische Centamt Kronach auszuliefern. Das Rittergut Küps-Theisenort war zugleich Grundherr der beiden Anwesen.
Mit dem Ersten Gemeindeedikt wurde Kuhberg dem 1808 gebildeten Steuerdistrikt Neuses und der 1818 gebildeten Ruralgemeinde Ziegelerden zugewiesen. Am 1. Januar 1972 wurde Kuhberg im Zuge der Gebietsreform in Bayern in Kronach eingegliedert.

### Einwohnerentwicklung
| Jahr      | 001818 | 001861 | 001871 | 001885 | 001900 | 001925 | 001950 | 001961 | 001970 | 001987 |
| Einwohner | 6      | 10     | 12     | 10     | 12     | 8      | 11     | 9      | 9      | 5      |
| Häuser    | 2      |        |        | 1      | 2      | 2      | 2      | 2      |        | 2      |
| Quelle    | [ 5 ]  | [ 7 ]  | [ 8 ]  | [ 9 ]  | [ 10 ] | [ 11 ] | [ 12 ] | [ 13 ] | [ 14 ] | [ 1 ]  |

## Religion
Der Ort ist römisch-katholisch geprägt und nach St. Johannes der Täufer (Kronach) gepfarrt.